# جوناثان هارفي (كاتب بريطاني)
جوناثان هارفي (بالإنجليزية: Jonathan Harvey)‏ هو موسيقي وكاتب سيناريو وملحن بريطاني، ولد في 3 مايو 1939 في وركشير في المملكة المتحدة، وتوفي في 4 ديسمبر 2012 في لويس في المملكة المتحدة.

## وصلات خارجية
- جوناثان هارفي على موقع IMDb (الإنجليزية)
- جوناثان هارفي على موقع ميوزك برينز (الإنجليزية)
- جوناثان هارفي على موقع أول موفي (الإنجليزية)
- جوناثان هارفي على موقع أول ميوزيك (الإنجليزية)
- جوناثان هارفي على موقع ديسكوغز (الإنجليزية)
- جوناثان هارفي على موقع كينوبويسك (الروسية)